# Wasserkurl
Wasserkurl ist eine ehemalige Gemeinde und heutiger Ortsteil des Stadtteils Methler der westfälischen Stadt Kamen im Kreis Unna.

## Geographie

### Lage
Wasserkurl liegt im Süden des Stadtteils Methler und im Südwesten der Stadt Kamen. Es wird zentral vom Körnebach durchströmt, in den im Südwesten Wasserkurls der Heimbach mündet sowie im Nordosten der Massener Bach, welcher zugleich die Grenze zu Südkamen bildet. Im Westen befindet sich der Wasserkurler Wald.

### Nachbargemeinden
Die damalige Gemeinde Wasserkurl grenzte im Jahr 1966 im Uhrzeigersinn im Norden beginnend an die Gemeinden Westick, Südkamen, Afferde und Massen (alle im Kreis Unna) sowie an die Stadt Dortmund.
Da heute Westick und Südkamen ebenso wie Wasserkurl zu Kamen gehören sowie Afferde und Massen zu Unna, grenzt Wasserkurl heute an die Kreisstadt Unna und die kreisfreie Stadt Dortmund. Die angrenzenden Stadtteile Dortmunds sind im Uhrzeigersinn Wickede und Husen.

## Geschichte
Wasserkurl gehörte bei der Errichtung der Ämter in der preußischen Provinz Westfalen zum Amt Camen, dann zum Amt Unna-Kamen im Kreis Hamm. Anlässlich der Auskreisung der Stadt Hamm am 1. April 1901 wurde aus dem Kreis der Landkreis Hamm. Nach einer Gebietserweiterung im Jahr 1929 wurde dieser im Oktober 1930 in Kreis Unna umbenannt. Am 1. Januar 1967 wurden Westick und Wasserkurl in die Gemeinde Methler eingegliedert. Am 1. Januar 1968 wurden die bisherigen Gemeinden Derne, Heeren-Werve, Methler (mit Wasserkurl), Rottum und Südkamen mit der Stadt Kamen zusammengeschlossen. Das bisherige Amt Unna-Kamen wurde aufgelöst.
Am 9. Juli 2009 kam es bei Erdwärme-Bohrungen zu Erdabsenkungen. Dabei bildete sich bei Erreichen einer Bohrtiefe von 70 Metern ein Loch von 10 Metern Durchmesser und etwa 3 bis 4 Metern Tiefe. 46 Menschen mussten aus ihren Häusern evakuiert werden. An drei Häusern entstanden Schäden. Eine anliegende Straße musste auf 400 Metern Länge gesperrt werden.

## Einwohnerentwicklung
| Jahr | Einwohner |
| ---- | --------- |
| 1849 | 0228      |
| 1910 | 0549      |
| 1931 | 0501      |
| 1956 | 0605      |
| 1987 | 2354      |

## Verkehr

### Straßenverbindungen
Die Landesstraße L 821 verbindet Wasserkurl im Norden mit Kaiserau, Methler, Oberaden und Heil sowie im Süden mit Massen, Holzwickede und Aplerbeck. Auf der Kreisstraße K 39 gelangt man nach Afferde und Unna.

### ÖPNV
Die Verkehrsgesellschaft Kreis Unna bietet die halbstündlich verkehrende Buslinie C24 Richtung Kamen-Mitte sowie die stündlich verkehrende R54 Richtung Unna an.